# Josefa Barba-Gosé Flexner
Josefa Barba-Gosé Flexner, també coneguda com a Pepita Barba, Josepa Barba, Josefa B. Flexner, o simplement J.B. Flexner (Barcelona, 11 d'abril de 1904 - Filadèlfia, 25 de juny de 2000) va ser una científica catalana que es va exiliar el 1937, amb la Guerra Civil Espanyola, i es va traslladar als Estats Units, on va viure la resta de la seva vida, integrada a la societat estatunidenca.
Nascuda en el si d'una distingida família, va cursar les carreres de Farmàcia i Dret. La primera per vocació científica —i amb un expedient molt brillant, amb vuit matrícules d'honor i quatre excel·lents— i la segona com un repte personal davant del seu germà Eduardo. De la carrera de Farmàcia, el que realment li agradava era la investigació al laboratori. El 1926, amb vint-i-dos anys, va decidir desplaçar-se fins a Madrid on s'instal·laria a la prestigiosa Residencia de Señoritas. Allà disposaria d'un avançat i preparat laboratori de química creat per la seva primera directora, la cèlebre bioquímica nord-americana Mary Louise Foster el 1920. El 1927 tornà a Barcelona i va entrar a treballar a Institut de Fisiologia de Barcelona, amb August Pi Sunyer i Jesús Maria Bellido i Golferichs, i on va sol·licitar, a través de la Junta per a l'Ampliació d'Estudis i Investigacions Científiques (JAE), presidida per Santiago Ramón y Cajal, una beca per poder prosseguir la seva formació al Regne Unit. Va obtenir-la i va estar-se a la Royal Pharmaceutical Society of Great Britain entre desembre de 1928 i agost de 1929. Després de retornar novament d'Anglaterra, i de presentar la seva tesi doctoral a Madrid, el 1929 va fer-se sòcia de la Reial Societat Espanyola de Física i Química (SEFQ). L'any 1929 va demanar suport per estudiar a l'estranger a la Universitat de Barcelona, que li denegà. Va obtenir-lo, en canvi, de la institució filantròpica creada pel mecenes Rafael Patxot i Jubert i que portava el nom de la seva filla morta prematurament: Fundació Maria Patxot i Rabell, gestionada per l'Institut de Cultura i Biblioteca Popular de la Dona. Aquest ajut econòmic li va permetre traslladar-se als Estats Units per ampliar els seus coneixements a la Facultat de Medicina de la Universitat Johns Hopkins de Baltimore com a investigadora associada. Durant la seva estada a Baltimore, de 1930 a 1931, va conèixer Louis Flexner (1902-1996), amb qui establiria una amistat que anys després es convertiria en una relació sentimental i professional. Després de finalitzar els estudis d'especialització a Baltimore, Pepita Barba va tornar a Barcelona el 1932.
Després d'haver estat una jove promesa de l'anomenada Escola biològica catalana, el juliol de 1937, Josepa Barba Gosé, fugint de la Guerra Civil, va travessar clandestinament els Pirineus pel pas fronterer d'el Pertús, on l'esperava Louis Flexner, amb qui es va casar. Plegats, van traslladar-se als Estats Units, on ella va iniciar, amb el nom de casada, una fecunda vida personal i científica. Va començar a treballar a la Universitat Johns Hopkins, al costat del seu marit i hi desenvolupà una fructífera carrera científica; ell, com a catedràtic i cap del Departament d'Anatomia i ella com a professora associada. Bona part dels èxits científics en el camp de la neurofisiologia no arribarien fins al 1951, quan es van traslladar a Filadèlfia per treballar a la Universitat de Pennsilvània. Dos anys després fundarien l'Institut de Ciències Neurològiques que dirigiria el seu marit. Al llarga de la trajectòria investigadora de la parella, van publicar una cinquantena d'articles conjuntament; ella com a primera autora en gairebé la meitat. Després de cinquanta-nou anys de vida i investigació en comú, Louis Flexner va morir l'abril de 1996 i Josepa Barba quatre anys després, el 2000, als noranta-set anys. La història sobre la seva vida va passar pràcticament desapercebuda fins al final de la primera dècada del segle xxi, quan el nom de Pepita Barba va aparèixer citat en el llibre de memòries de Núria Pi-Sunyer, neboda d'August Pi i Sunyer, que va dirigir la recerca de Pepita Barba durant els anys que ella va romandre a l'Institut de Fisiologia de Barcelona.